# Anolis euskalerriari
Anolis euskalerriari — вид ігуаноподібних ящірок родини анолісових (Dactyloidae). Ендемік Венесуели.

## Поширення і екологія
Anulis euskalerriari мешкають в горах Сьєрра-де-Періха на заході Венесуели, можливо, також в сусідніх районах Колумбії. Вони живуть в гірських хмарних лісах і карликових лісах, серед деревоподібних папоротей. Зустрічаються на висоті від 1300 до 2400 м над рівнем моря.

## Збереження
МСОП класифікує стан збереження цього виду як близький до загрозливого. Anolis euskalerriari загрожує знищення природного середовища.